# 郭亮明
郭亮明，SBS，CSDSM（英語：Kwok Leung-ming，1953年9月20日—），前香港政府官員。他於1973年加入監獄署，2010年退休前官至懲教署署長，是為數不多獲港督頒發「紅雞繩」嘉許榮譽的懲教人員。

## 背景

### 個人發展

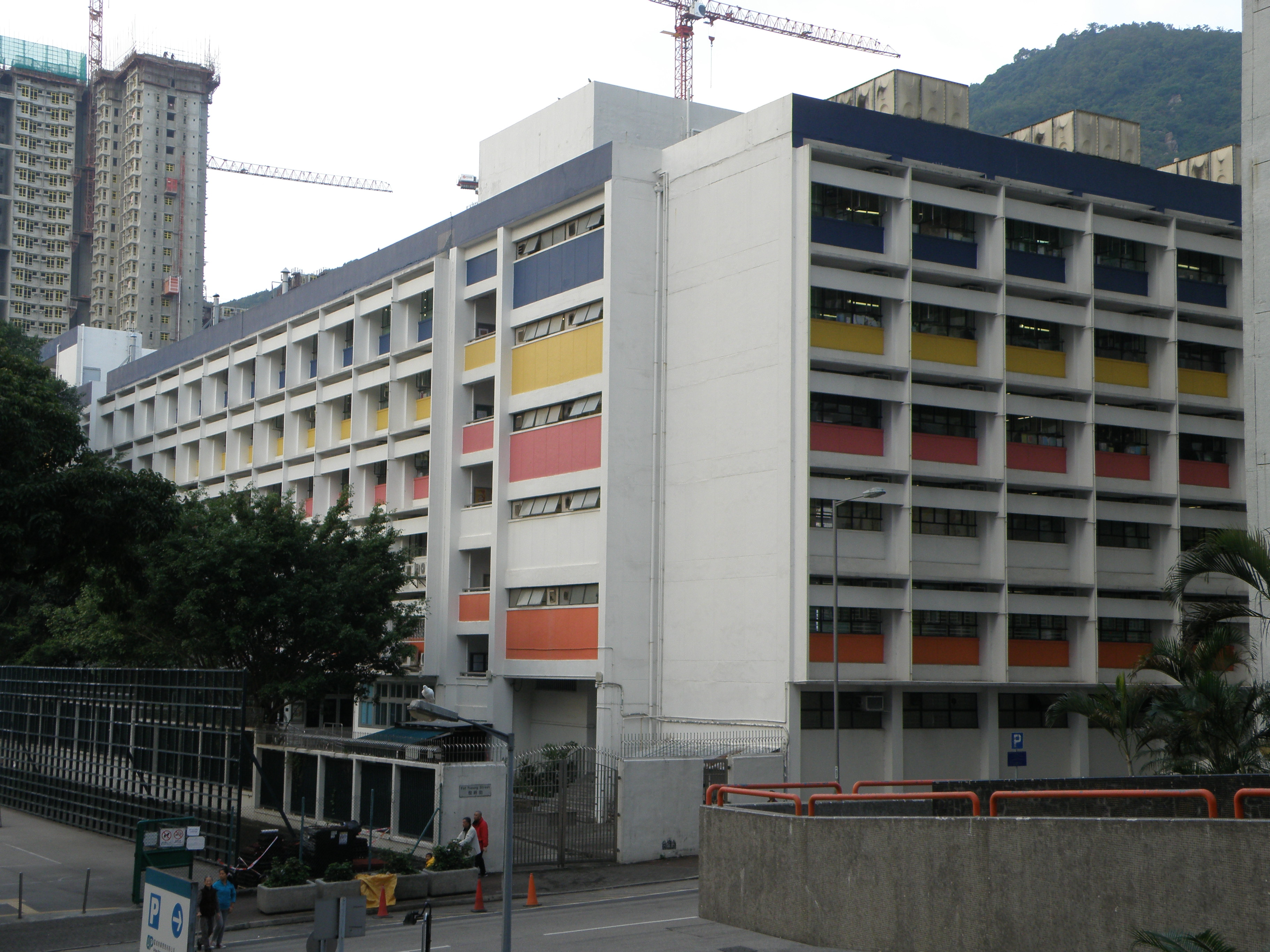
郭亮明的中學母校 ─ 佛教大雄中學

郭亮明早年就讀塘尾道官立小學，1965年小六畢業後，升讀佛教大雄中學，繼而於該校讀至1973年中七預科畢業後離校。他原打算攢錢升學，於是在1973年11月12日加入政府任職懲教主任。過了兩年便受薪酬加幅吸引而放棄離職念頭。後來在1978年10月，他獲晉升為高級懲教主任，1983年12月升為總懲教主任，1990年4月升為懲教事務監督。其仕途到了1990年代中期持續向上，1995年2月被擢升為懲教事務高級監督（特別事務），1998年9月升任懲教事務總監督，2000年8月升為懲教署助理署長（人力資源），掌管職員管理工作，至2004年1月晉升為懲教署副署長。
1995年至2004年間，郭亮明於1996年以押解組主管，即應急支援隊指揮官身份處理越南難民中心引起的騷亂，最後獲時任港督彭定康頒發「紅雞繩」作為嘉許，是懲教署內極少數得到是項榮譽的懲教人員。此外，他於1998年在職進修，取得香港大學社會科學碩士學位。2001年基於恪守本份而獲香港特別行政區政府頒授香港懲教事務卓越獎章。及至2006年7月23日，他接替彭詢元出任懲教署署長，其副署長一職由應國正接手。
而上任署長只有數月，郭亮明便整頓監獄歪風，分別下令搜查赤柱監獄和石壁監獄內囚犯持有的違禁品。其任內主力針對懲教院所的收容情況實施紓緩措施，如擴建荔枝角收押所、把勵敬懲教所與大潭峽懲教所（改建為收納男所員的更生中心）的職能對調、改建勵敬懲教所、推展羅湖懲教所重新發展計劃，亦決定重新發展芝麻灣監獄。

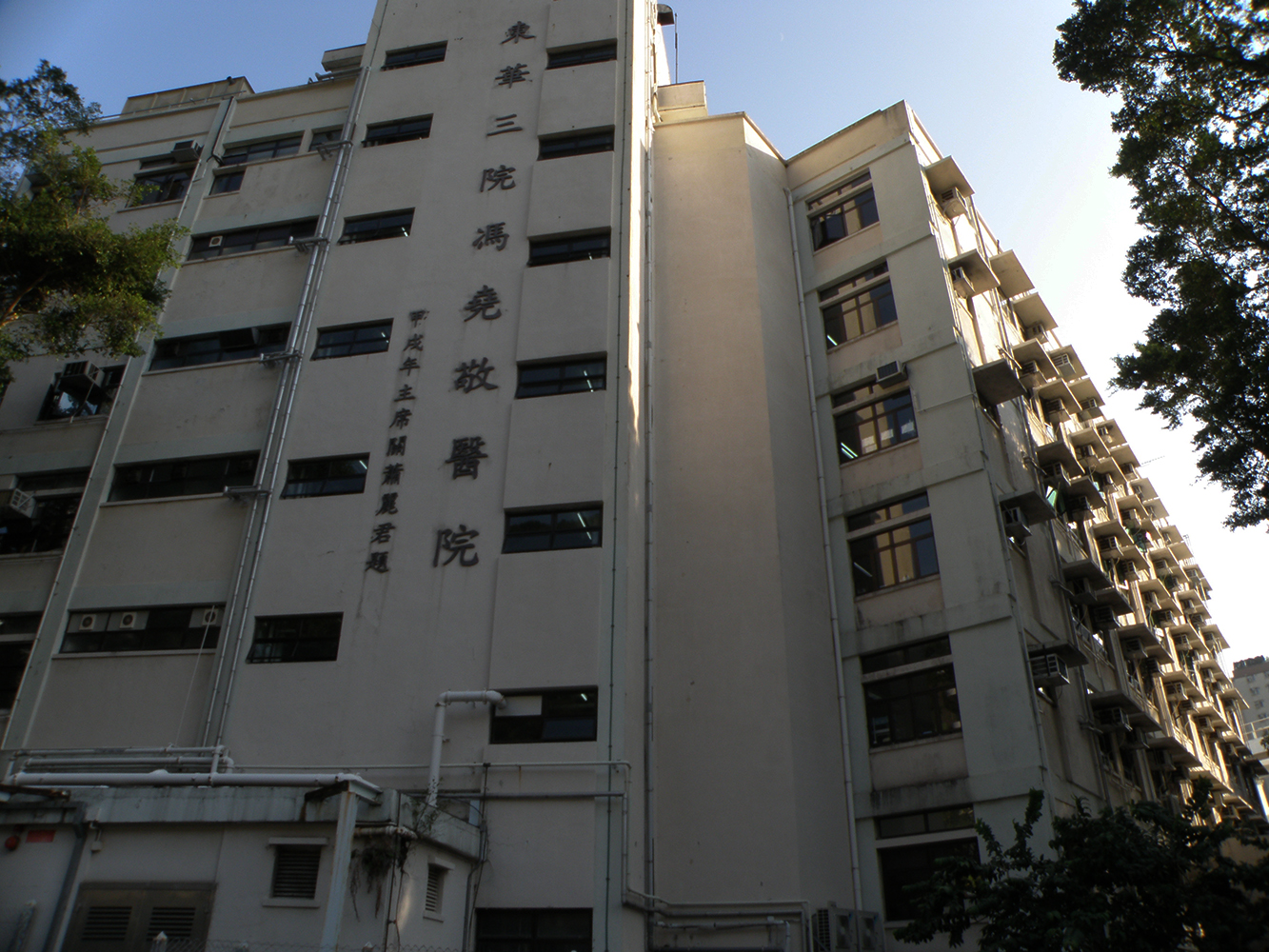
郭亮明曾是薄扶林大口環道東華三院馮堯敬醫院管治委員會委員。

他又繼往開來，提升懲教院所的保安系統、供電系統和工場設施（如壁屋監獄工業及職業訓練大樓啟用）、加強囚犯更生服務、延續社會大眾接納更生人士計劃的宣傳活動、就更生計劃和服務表現準則委託香港城市大學進行顧問研究、協助邀請商業機構與香港善導會合作開辦社會企業、建立便利更生人士尋找工作的愛心僱主計劃、領導署方獲頒全面關懷大獎和「同心展關懷」標誌、落實《在囚人士投票條例》（2009年）、按《種族歧視條例》調整署方安排，讓在囚人士獲得相同待遇。另外，郭亮明在任署長時期，懲教署參照了顧問研究建議，將有系統的輔導和心理服務計劃加入戒毒所計劃的日常程序中，同時促進罪犯風險與更生需要評估及管理程序，為戒毒所所員安排接受訓練課程（應用社會科學（懲教）高級文憑）兼進行更生計劃配對。勵新懲教所、埔坪監獄及塘福中心、白沙灣懲教所以及東頭懲教所的圍網保安管制工程則有所推進。除此之外，懲教署開辦了一些經過改良或新開設，具市場導向的職業訓練班。
郭亮明及後於2010年9月20日從署長位置退下來，由時任副署長單日堅接掌署長一職。2011年獲授予銀紫荊星章，以表揚他在懲教事務範疇方面表現有功。

### 退休動向
郭亮明退休後仍擔任三項主要公職。其一為於2016年至2023年擔任東華三院醫院管治委員會委員，專責管理東華醫院、東華東院及東華三院馮堯敬醫院。其二為自2020年12月起獲委任為私營醫療機構投訴委員會委員。其三為從2014年12月開始擔任醫院管理局轄下公眾投訴委員會委員。他其餘身兼崗位還包括香港龍舟協會會監（已卸任）、商界助更生委員會當然名譽會長（已卸任）、懲教社教育基金名譽會長、精英運動員慈善基金賽馬會動感校園計劃顧問委員會成員以及香港海事青年團理事。
還有，郭亮明於2010年修讀香港中文大學人類學碩士學位。

## 個人生活
郭亮明已婚，妻子譚潔瑩為前香港中文大學崇基學院院務主任。